# Oliveira de Azeméis
Oliveira de Azeméis – miejscowość w Portugalii, leżąca w dystrykcie Aveiro, w regionie Północ w podregionie Entre Douro e Vouga. Miejscowość jest siedzibą gminy o tej samej nazwie.

## Demografia
| Liczba ludności gminy Oliveira de Azeméis (1801–2011) | Liczba ludności gminy Oliveira de Azeméis (1801–2011) | Liczba ludności gminy Oliveira de Azeméis (1801–2011) | Liczba ludności gminy Oliveira de Azeméis (1801–2011) | Liczba ludności gminy Oliveira de Azeméis (1801–2011) | Liczba ludności gminy Oliveira de Azeméis (1801–2011) | Liczba ludności gminy Oliveira de Azeméis (1801–2011) | Liczba ludności gminy Oliveira de Azeméis (1801–2011) | Liczba ludności gminy Oliveira de Azeméis (1801–2011) | Liczba ludności gminy Oliveira de Azeméis (1801–2011) |
| ----------------------------------------------------- | ----------------------------------------------------- | ----------------------------------------------------- | ----------------------------------------------------- | ----------------------------------------------------- | ----------------------------------------------------- | ----------------------------------------------------- | ----------------------------------------------------- | ----------------------------------------------------- | ----------------------------------------------------- |
| 1801                                                  | 1849                                                  | 1900                                                  | 1930                                                  | 1960                                                  | 1981                                                  | 1991                                                  | 2001                                                  | 2004                                                  | 2011                                                  |
| 16 943                                                | 16 899                                                | 29 506                                                | 33 072                                                | 46 263                                                | 62 821                                                | 66 846                                                | 70 721                                                | 71 243                                                | 68 611                                                |

## Sołectwa
Sołectwa gminy Oliveira de Azeméis (ludność wg stanu na 2011 r.):
- Carregosa – 3419 osób
- Cesar – 3166 osób
- Fajões – 3087 osób
- Loureiro – 3531 osób
- Macieira de Sarnes – 1925 osób
- Macinhata da Seixa – 1390 osób
- Madaíl – 809 osób
- Nogueira do Cravo – 2795 osób
- Oliveira de Azeméis – 12 204 osoby
- Ossela – 2208 osób
- Palmaz – 2079 osób
- Pindelo – 2595 osób
- Pinheiro da Bemposta – 3324 osoby
- Santiago de Riba-Ul – 3944 osoby
- São Martinho da Gândara – 1985 osób
- Travanca – 1804 osoby
- Ul – 2413 osób
- Vila Chã de São Roque – 5228 osób
- Vila de Cucujães – 10 705 osób